# Europese Federatie voor Werknemers in de Mijnbouw, Chemie en Energiesector
De Europese Federatie voor Werknemers in de Mijnbouw, Chemie en Energiesector, in het Engels European Mine, Chemical and Energy Workers’ Federation (EMCEF), is een Europese koepelorganisatie van 128 vakbonden en vakcentrales die de belangen van mijnwerkers en werknemers in de chemie en energiesector in 35 Europese landen behartigt. De hoofdzetel is gelegen in Brussel. Voorzitter is Michael Vassiliadis.

## Aangesloten vakbonden en vakcentrales
Voor België zijn de ABVV-vakcentrales BBTK en de AC en de ACV-centrales LBC-NVK, CNE-GNC en ACV BIE aangesloten. Daarnaast heeft ook het ACLVB een lidmaatschap. Voor Nederland zijn dit respectievelijk FNV Bondgenoten en CNV Vakmensen.

## Congressen
- 2004, Stockholm; Zweden
- 2008, Praag; Tsjechië